# ギガントスピノサウルス
ギガントスピノサウルス (Gigantspinosaurus) は、中生代ジュラ紀後期、中国に生息していたステゴサウルスに近縁な剣竜類の草食恐竜。肩から伸びる巨大な棘を持つ。意味は「巨大な棘トカゲ」である。

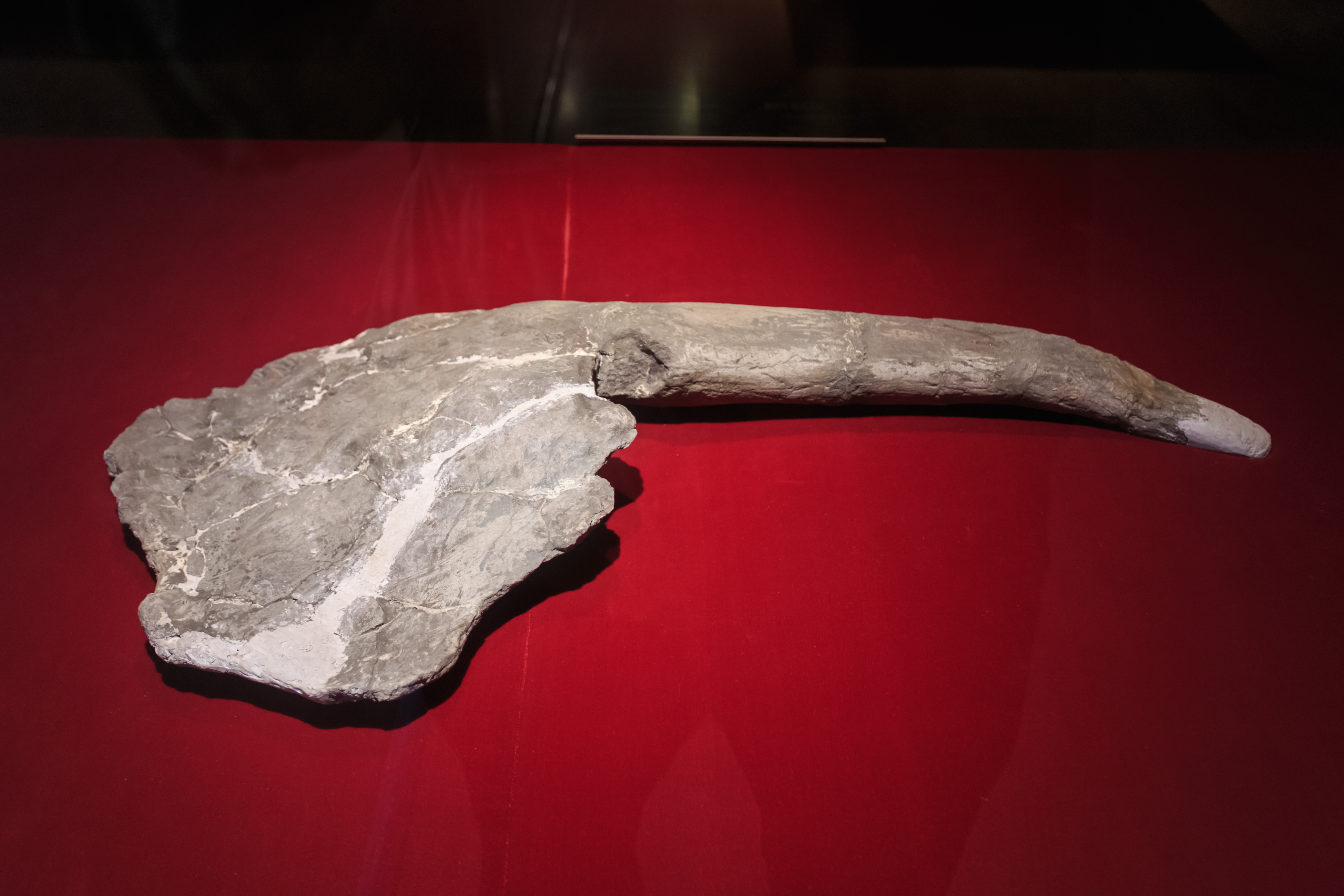
Gigantspinosaurus sichuanensisの肩の棘の化石